# آرتور روک
آرتور روک (انگلیسی: Arthur Rook; ۲۶ مهٔ ۱۹۲۱ – ۳۰ سپتامبر ۱۹۸۹) سوارکار اهل بریتانیا بود.